# Manuel Saldaña
Luis Manuel Alvarez Saldaña , (nacido el 21 de junio de 1955 en Madrid, Comunidad de Madrid) fue un  jugador de baloncesto español. Con 1.82 de estatura, su puesto natural en la cancha era el de base. Formado en el modesto equipo madrileño Vallehermoso, en 1978 ficha por el OAR Ferrol, donde discurriría toda su carrera, jugando diez años en el equipo ferrolano y despidiéndose con un partido homenaje que enfrentaría al OAR contra España.